# 이하라 사이카쿠

이하라 사이카쿠(井原西鶴, 1642년~1693년 9월 9일)는 일본 근세 소설 작가 중 문학사적으로 가장 비중 있는 작가로 자리매김한 문인이다. 본명은 히라야마 도고(平山藤五)이고, 호는 작품 활동 초기에는 가쿠에이(鶴永)였으나, 후에 사이카쿠(西鶴)와 사이호(西鵬) 등의 호도 같이 사용했다.

## 생애
오사카(大阪)의 부유한 상인의 아들로 태어나, 15세경부터 하이카이를 익혀 21세경에는 이미 하이카이의 덴샤(点者), 즉 평자(評者)가 되었던 것으로 추정된다.
그의 하이카이 작풍은 처음에는 교토를 중심으로 한 마쓰나가 데이토쿠(松永貞德) 하이단(俳壇) 계열의 흐름에 속해 있었지만, 이후 단린 하이카이(談林俳諧)의 중심이었던 니시야마 소인(西山宗因)과 가까워져 1670년대에는 단린풍(談林風)으로 변모해 갔다. 특히 자파의 신풍을 고취하는 《이쿠타마 1만 구》(生玉萬句), 1673) 창작 이후, 그 화려한 활동에 의해 단린 하이카이(談林俳諧)의 대표적 존재로 주목받았다.
그러던 중, 하이카이 창작 작업 와중에 집필한 그의 첫 소설 작품인 《호색일대남》(1682)이 크게 호평을 받자, 그는 시인을 자처하면서도 동시에 소설 작가로서 41세가 넘은 나이에 많은 산문 작품을 만들어 내게 된다.
《호색일대남》은 주인공 요노스케(世之介)의 일대기의 형식을 취하면서 그의 호색 편력을 중심으로 17세기 일본의 세속적 현실인 부세(浮世)의 모습과 당대인들의 심적 세계를 사실적으로 그린 작품으로, 이 작품에서 나타나고 있는 사이카쿠의 청신한 발상과 문체는 그 이전의 가나조시를 뛰어넘어 현대의 풍속 소설의 성격을 지니는 우키요조시의 새로운 영역을 확립하는 것이었다. 그 후 《제염대감》(諸艶大鑑), 《호색오인녀》(好色五人女), 《호색일대녀》(好色一代女) 등과 같은 이른바 일련의 호색물(好色物) 계통 소설을 발표해 상인들의 향락 생활을 둘러싼 여러 모습들, 여성의 성이나 풍속에 관련한 다양한 모습 등을 뛰어난 수법으로 묘파함으로써 인간의 성(性) 문제를 본격적으로 소설의 주제로 설정할 수 있었다. 이어서 《사이카쿠 제국 이야기》(西鶴諸国話), 《후토코로스즈리》(懷硯) 등의 작품에서는 여러 지방의 기담과 진기한 사건 등을 통해 당대 민중의 다양한 관심과 흥미에 부응하는 작품을 만들어 냈다. 또한 《본조 20불효》(本朝二十不孝)라는 작품에서는 20개의 불효담을 통해 인간에게 효란 어떤 의미를 지니는가 하는 본원적인 문제를 허구의 세계를 통해 날카롭게 제시하고 있다. 《남색대감》(男色大鑑)에서는 당시 유행하고 있던 당대인들의 남색 행위의 이면의 세계가 사이카쿠 특유의 문체를 통해 그려지고 있다. 무가(武家)의 복수나 의리의 문제를 주제로 다루는 《무도 전래기》(武道伝来記)와 《무가 의리 모노가타리》(武家義理物語)에서는 상인 출신의 작가로서 당대의 현실 안에서 무가를 바라보는 시각이 사실적으로 담겨 있다. 1688년에 이르러 일본 최초의 경제 소설이라고 할 수 있는 《일본영대장》(日本永代蔵)을 발표한다. 이후에는 사후 간행된 《사이카쿠 오리도메》(西鶴織留)를 비롯해 본격 서간체 소설인 《요로즈노 후미호구》(萬の文反古)를 집필했고, 섣달그믐을 작품의 시간적 배경으로 설정하고 이를 통해 중·하류층 상인의 생활상을 집단적 묘사의 형식으로 창작한 《세켄무네잔요》(世間胸算用)와 상인의 향락 생활의 끝을 그린 《사이카쿠 오키미야게》(西鶴置土産) 등의 작품을 집필했다.
사이카쿠는 1693년 8월 10일, ‘부세라는 달맞이 구경을 하고 지낸 마지막 2년(浮世の月見過しにけり末二年)’이라는 사세(辭世)의 구를 남기고 52세로 생을 마감했다.

## 참고 문헌
- 본 문서에는 지식을만드는지식에서 CC-BY-SA 3.0으로 배포한 책 소개글을 기초로 작성된 내용이 포함되어 있습니다.